# Estonská koruna
Estonská koruna (Eesti kroon) byla zákonným platidlem pobaltského státu Estonska před zavedením eura 1. ledna 2011. Základní tvar názvu měny v estonštině je kroon, s číslovkami kromě 1 se užívá partitivního tvaru krooni. Jedna setina koruny se nazývá sent (s číslovkami senti). ISO 4217 kód koruny byl EEK.

## Minulost a současnost
Estonsko vyhlásilo v roce 1918 nezávislost na carském Rusku. Už téhož roku zavedlo na svém území novou národní měnu – estonskou marku. Marka byla oficiálním platidlem až do roku 1928, kdy byla nahrazena korunou v poměru 100 marek = 1 koruna. V roce 1940 se Estonsko stalo nedobrovolně opět součástí Ruska – tentokrát v podobě svazové republiky Sovětského svazu a začal zde platit sovětský rubl. Novodobá koruna se dostala znovu do oběhu až po osamostatnění Estonska v roce 1992. Nová měna byla hned od svého znovuzavedení v roce 1992 pevně navázána na německou marku v poměru 8 EEK = 1 DEM. Když byla německá marka svázána s eurem v poměru 1 EUR = 1,95583 DEM, byl přepočítán i kurs mezi korunou a eurem na 1 EUR = 15,64664 EEK jako 8násobek kursu marky. Dnes je Estonsko členem Evropské unie a zavedlo euro na svém území 1. ledna 2011.

## Mince a bankovky
Estonské mince měly hodnoty 5, 10, 20, 50 senti a 1 a 5 korun.

- Vyobrazení estonských mincí na stránkách estonské národní banky

Bankovky měly hodnoty 1, 2, 5, 10, 25, 50, 100 a 500 korun.

| Estonské bankovky | Estonské bankovky | Estonské bankovky | Estonské bankovky | Estonské bankovky | Estonské bankovky      |
| Vyobrazení        | Vyobrazení        | Hodnota           | Barva             | Barva             | Vyobrazená osobnost    |
| Líc               | Rub               | Hodnota           | Barva             | Barva             | Vyobrazená osobnost    |
| ----------------- | ----------------- | ----------------- | ----------------- | ----------------- | ---------------------- |
|                   |                   | 1 koruna          |                   | hnědá             | Kristjan Raud          |
|                   |                   | 2 koruny          |                   | modrá             | Karl Ernst von Baer    |
|                   |                   | 5 korun           |                   | oranžová          | Paul Keres             |
|                   |                   | 10 korun          |                   | červená           | Jakob Hurt             |
|                   |                   | 25 korun          |                   | zelená            | Anton Hansen Tammsaare |
|                   |                   | 50 korun          |                   | tyrkysová         | Rudolf Tobias          |
|                   |                   | 100 korun         |                   | světle modrá      | Lydia Koidula          |
|                   |                   | 500 korun         |                   | fialová           | Carl Robert Jakobson   |